# Tatobotys aurantialis
Tatobotys aurantialis là một loài bướm đêm trong họ Crambidae.